# Robert Schumann

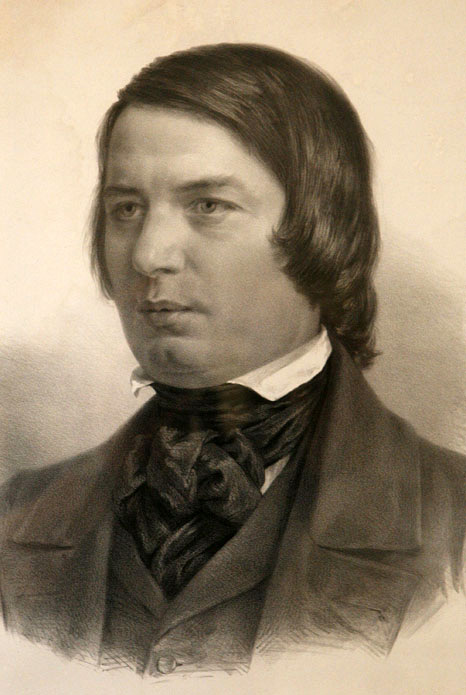
Robert Schumann

Robert Schumann (8. června 1810 Zwickau – 29. července 1856 Endenich) byl německý skladatel a hudební kritik. Patří mezi nejvýraznější představitele romantismu, skládal zejména klavírní hudbu.

## Životopis

### Mládí

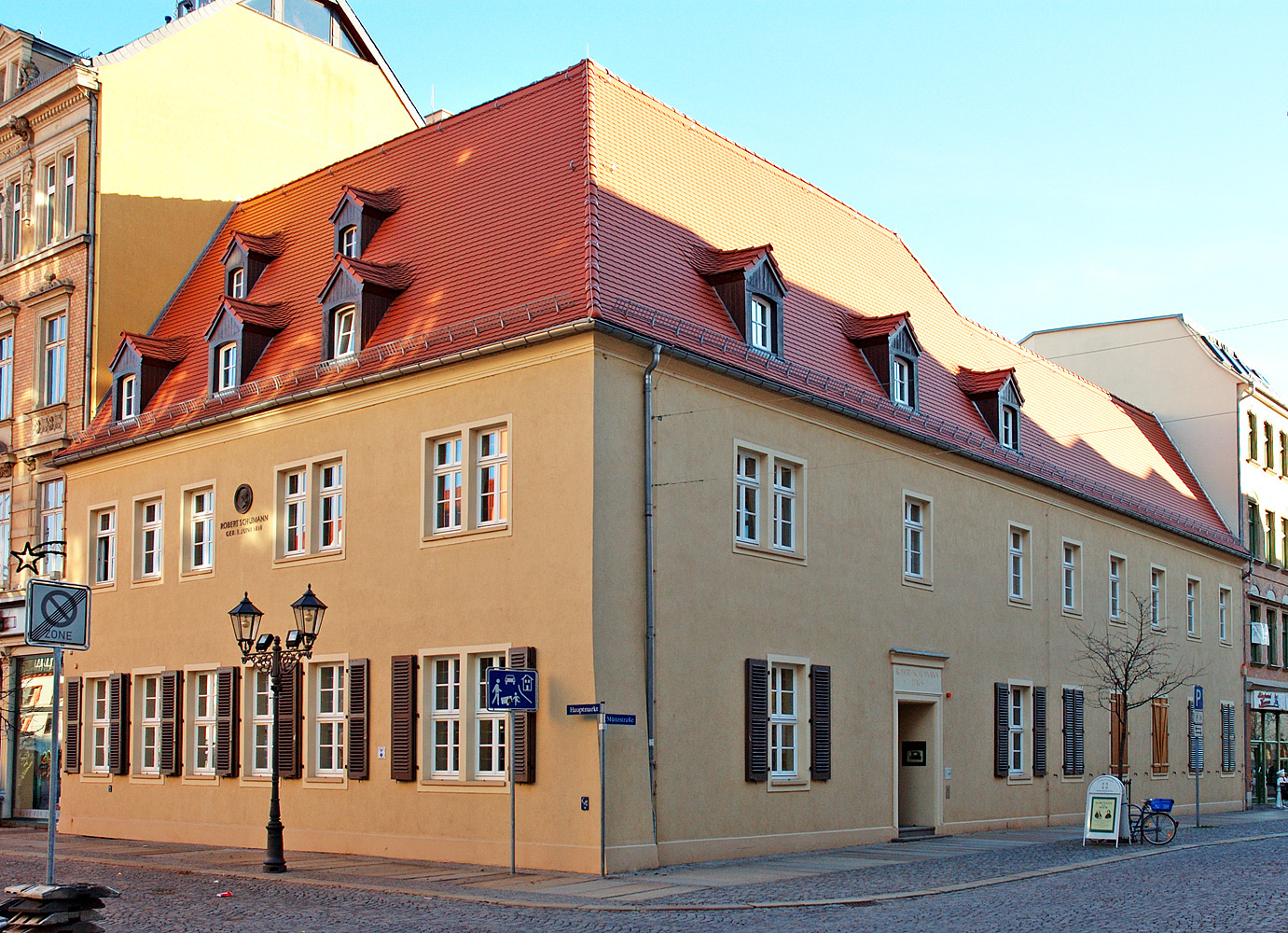
Rodný dům Roberta Schumanna ve Cvikově

Byl nejmladším synem Augusta Schumanna, plodného spisovatele, překladatele romantické literatury a „ctihodného občana a knihkupce“ ze saského městečka Cvikov. Od dětství projevoval zájem o literaturu, četl díla klasiků a sám psal beletrii, ale i odborné texty, například příspěvek do sborníku, který vydal jeho otec. Kromě toho se od sedmi let učil hrát na klavír pod vedením Johanna Gottfrieda Kuntsche, středoškolského profesora a varhaníka. Již od počátku také skládal první hudební dílka. Otec podporoval jeho literární i hudební tvorbu, v roce 1826 chtěl domluvit, aby Roberta vyučoval hudbu Carl Maria von Weber, který působil v nedalekých Drážďanech. Na tyto plány však již nedošlo, protože ve stejném roce August Schumann náhle zemřel, pravděpodobně na infarkt. Smrt otce dolehla na rodinu o to více, že nedlouho předtím spáchala sebevraždu Robertova sestra Emilie (1796–1825).

### Počátky hudební kariéry
Ačkoliv otec jeho hudební talent podporoval, matka ho poslala studovat práva do Lipska. Když se však ukázalo, že jej studium práv naprosto nezajímá a že je šťasten jen tehdy, když skládá hudbu, matka souhlasila, aby se stal koncertním klavíristou. V roce 1830 začal studovat v Lipsku u Friedricha Wiecka, kterého poznal již o dva roky dříve. Wieck vyučoval také svou dceru Claru, která byla o devět let mladší než Schumann, nicméně byla již v té době vynikající klavíristkou.
Chronické zranění pravé ruky (zřejmě výsledek nošení dřevěné dlahy ke zlepšení prstokladu) učinilo v roce 1832 konec Schumannovým interpretačním ambicím, ale on sám byl v té době rozhodnut věnovat se plně komponování a začal studovat hudební teorii u skladatele Heinricha Dorna. První větší úspěchy slavil s programní skladbou Karneval (1834) a v průběhu následujících pěti let, kdy skládal téměř výhradně hudbu pro sólový klavír, vytvořil některá ze svých nejslavnějších děl, jako jsou Dětské scény, Fantazie v C dur či Kreisleriana.
V roce 1834 začal s několika společníky vydávat hudebně kritický časopis Neue Zeitschrift für Musik. Vedle klasiků zde propagoval i některé své současníky, jejichž hudbu obdivoval, například Chopina či Berlioze.

### Sňatek s Clarou Wieckovou

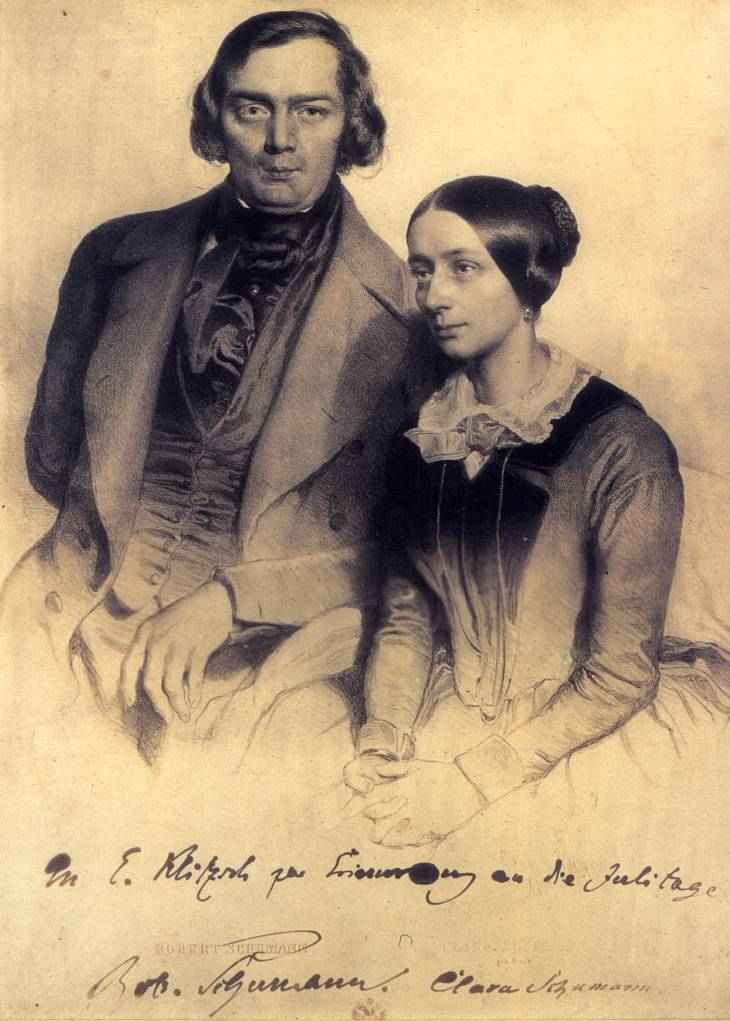
Robert a Clara Schumannovi v roce 1847

V roce 1835 začal romantický vztah s tehdy patnáctiletou Clarou Wieckovou. Jakmile to zjistil její otec, oběma zakázal se spolu dál stýkat a nařídil spálit veškerou jejich vzájemnou korespondenci. Vztah přesto tajně pokračoval a Schumann v roce 1837 požádal Wiecka o ruku jeho dcery. Po rázném odmítnutí se rozhodl získat povolení k sňatku soudně, což trvalo několik let a v září 1840 se s Clarou konečně vzali. Friedrich Wieck se s nimi usmířil až dva roky po svatbě.
Měli spolu osm dětí:
- Marie (1841–1929) – i v dospělosti zůstala se svou matkou a pomáhala s péčí o mladší děti a s organizací matčiných koncertů, po její smrti se stala správkyní pozůstalosti
- Elise (1843–1928) – byla učitelkou klavíru, provdala se za obchodníka Louise Sommerhoffa, se kterým měla čtyři děti
- Julie (1845–1872) – kvůli svému nalomenému zdraví vyrůstala u přátel Schumannových na jihu, provdala se za italského šlechtice se kterým měla dvě děti, brzy však zemřela na tuberkulózu
- Emil (1846–1847) – první syn zemřel, když mu bylo teprve 16 měsíců
- Ludwig (1848–1899) – již v dětství se choval problematicky, ve 22 letech se u něj rozvinula nervová choroba, kvůli které byl umístěn do ústavu pro duševně choré, kde strávil zbytek života
- Ferdinand (1849–1891) – vyučil se obchodníkem a měl se svou ženou šest dětí, ale po návratu z rusko-francouzské války se stal závislý na morfiu a nedokázal uživit svou rodinu, o kterou se musela postarat Clara
- Eugenie (1851–1938) – byla klavíristkou a učitelkou klavíru, sepsala několik vzpomínkových knih o své rodině
- Felix (1854–1879) – zdědil po otci literární i hudební nadání, avšak zemřel v mladém věku na tuberkulózu

V roce 1840 Schumann také rozšířil svůj skladatelský rejstřík a složil přes 130 písní (zpěv s doprovodem klavíru). Odrážejí se v nich emoce, které v něm vyvolával vztah ke Claře a jeho nejistá budoucnost, a poté vytoužený sňatek. V následujících letech se věnoval tvorbě symfonií a komorní hudby.

### Pozdní období

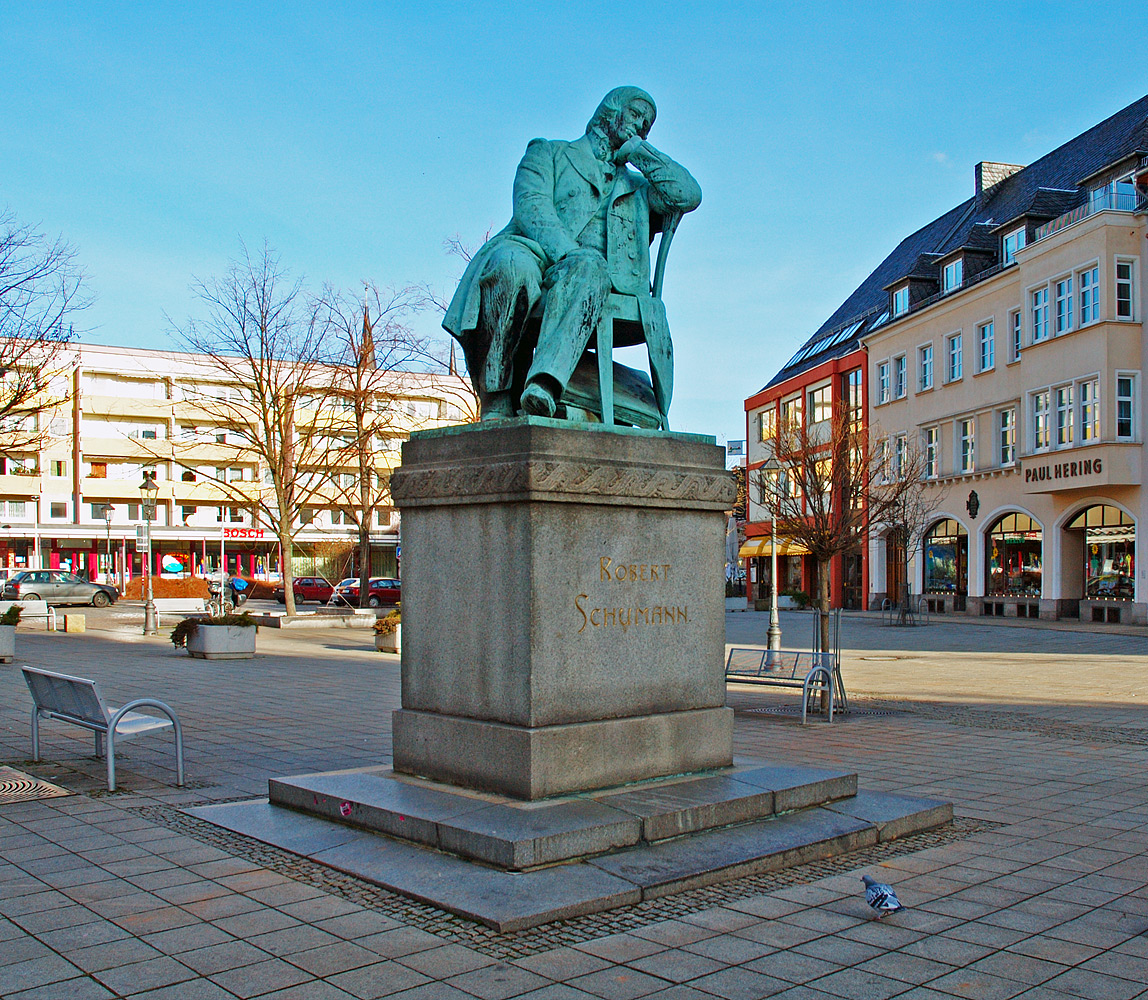
Pomník Roberta Schumanna ve Cvikově

V roce 1844 se přestěhoval do Drážďan. Skládání v té době omezil, trpěl těžkými depresemi a neurózami. Postupně se opět uzdravil, v roce 1846 doprovázel svou manželku na koncertním turné po Evropě a v roce 1848 složil svou jedinou operu Jenovéfa (Genoveva). V roce 1850 přijal místo hudebního ředitele v Düsseldorfu, kde ale působil pouze krátce, protože nebyl příliš dobrým dirigentem a nedokázal efektivně řídit orchestr.
V roce 1853 Schumannovi poznali tehdy dvacetiletého Johannese Brahmse, jehož hudba je okouzlila a spřátelili se s ním. Později Brahms pomáhal Claře s propagací Schumannova díla. V roce 1854 se opět vrátily těžké psychické problémy a koncem února se Schumann pokusil o sebevraždu skokem do Rýna. Byl zachráněn, avšak po návratu domů sám požádal o umístění do psychiatrické léčebny. V sanatoriu v Endenichu poblíž Bonnu strávil zbytek života a 29. července 1856 zde ve věku 46 let zemřel.

### Schumann a Čechy
V devíti letech byl se svojí matkou v Karlových Varech na koncertu pražského virtuóza Ignáce Moschelese. V srpnu 1842 se léčil v Mariánských Lázních a Karlových Varech. Na přelomu let 1846 a 1847 doprovázel manželku do Vídně, kde měla několik vystoupení. Cestou domů do Drážďan absolvovali koncerty v Brně a v Praze, kde se seznámil s Bedřichem Smetanou. Na pražském koncertě oba představili Schumannův klavírní koncert. Autor dirigoval orchestr, Clara hrála sólový part. Skladba byla přijata velmi vstřícně.

## Dílo
Jeho dílo je velice rozsáhlé. Složil přinejmenším 183 písní, 4 symfonie, mnohé nástrojové koncerty (např. Houslový koncert d moll opus 23, Klavírní koncert a moll opus 54, Violoncellový koncert a moll, op. 129), řadu písňových cyklů, kantáty, oratoria, sbory a řadu vynikajících komorních děl… Jeho pozdní tvorba byla v souvislosti s jeho duševní chorobou považována za méněcennou, což bylo v posledních desetiletích muzikology opakovaně vyvráceno.
- 4 symfonie
- Karneval
- Motýlek
- Dětské scény
- Eusebius
- Davidův spolek
- Dichterliebe
- Liederkreis
- Frauenliebe und Leben
- oratorium Ráj a Peri (Das Paradies und die Peri) op. 50, 1843, text: Emil Flechsig na motivy eposu Lalla Rookh z roku 1817 od Thomase Moora.
- opera Jenovéfa[8]

## Vztah tvorby k dědičnému zatížení
Robert Schumann trpěl maniodepresivní psychózou. V následující tabulce jsou uvedeny roky aktivní tvorby a za nimi vždy opusová čísla skladeb, které byly v příslušném roce napsány.
Z tabulky vyplývá, že Schumann komponoval nejvíce ve stavu hypománie a nejméně v těžké depresi, která byla provázená dvěma pokusy o sebevraždu.
Dvě řady vynikají intenzivní tvorbou v době mánie. První z nich je datována rokem 1840, kdy si Schumann přes krajní odpor Ferdinanda Wiecka, svého učitele a zároveň otce své snoubenky Kláry, vybojoval sňatek soudní cestou. Tento rok byl věnován především písni. Druhý rok vysoké aktivity 1849 odráží Schumannovo přestěhování z Drážďan do Düsseldorfu, tedy de facto pokusu začít nový život. Z tvorby tohoto roku je znám například klavírní cyklus Lesní scény.
Oba jeho rodiče trpěli depresemi. I jeden ze skladatelových synů strávil přes třicet let v ústavu pro duševně nemocné.
Rok  – Opusová čísla skladeb
- 1829 – 007
- 1830 – 001
- 1831 – 008 Allegro Op. 8
- 1832 – 002, 003, 004, 124
- 1833 – pokus o sebevraždu – 005, 010
- 1834 – 099
- 1835 – 009, 011, 022
- 1836 – 013, 014, 017
- 1837 – 006, 012
- 1838 – 015, 016, 018, 021, 032
- 1839 – 019, 020, 023, 028
- 1840 – hypománie – 024, 025, 026, 027, 029, 030, 031, 033, 034, 035, 036, 039, 040, 042, 043, 045, 048, 049, 051, 053, 057, 077, 127, 142
- 1841 – 037, 038, 052, 054, 064, 120
- 1842 – 041, 044, 047
- 1843 – 046, 050
- 1844 – těžká deprese
- 1845 – 055, 056, 058, 060, 072
- 1846 – 059, 061
- 1847 – 062, 063, 065, 080, 084
- 1848 – 066, 068, 071, 081, 115
- 1849 – hypománie – 067, 069, 070, 073, 074, 075, 076, 078, 079, 082, 085, 086, 091, 092, 093, 094, 095, 098, 101, 102, 106, 108, 137, 138, 141, 145, 146
- 1850 – 083, 087, 088, 089, 090, 096, 097, 125, 129, 130, 144
- 1851 – 100, 103, 104, 105, 107, 109, 110, 111, 112, 113, 117, 119, 121, 128, 136
- 1852 – 122, 135, 139, 140, 147, 148
- 1853 – 114, 118, 123, 126, 131, 132, 133, 134, 143
- 1854 – pokus o sebevraždu
- 1855
- 1856 – Zemřel v psychiatrické léčebně.

## Nástroje
Jedním z nejznámějších nástrojů, na které Robert Schumann hrál, bylo křídlo Conrada Grafa — dárek od výrobce klavíru u příležitosti manželství Roberta a Clary v roce 1839. Tento nástroj stál v Schumannově dílně v Düsseldorfu a později ho Clara Schumann darovala Johannesu Brahmsovi. Poté co několikrát změnil umístění, ho dostal Gesellschaft der Musikfreunde a nyní je k vidění v Uměleckohistorickém muzeu ve Vídni.

## Nahrávky na dobových nástrojích
- Jörg Demus. Robert Schumann, Clara Schumann. Schumann's Clavier. Nahráno na klavíru Graf z roku 1839.
- Alexander Melnikov. Robert Schumann. Piano Concerto. Nahráno na klavírech Erard 1837 a Streicher 1847.
- Penelope Crawford. Robert Schumann. Kinderszenen Op. 15 - Abegg Variations Op. 1. Nahráno na klavíru Graf z roku 1835.

## Zajímavosti
Po Robertu Schumannovi je též (k roku 2017) pojmenován pár dálkových vlaků společností České dráhy a Deutsche Bahn v trase Praha – Dresden – Berlin – Hamburk-Altona a zpět.